# Reed College

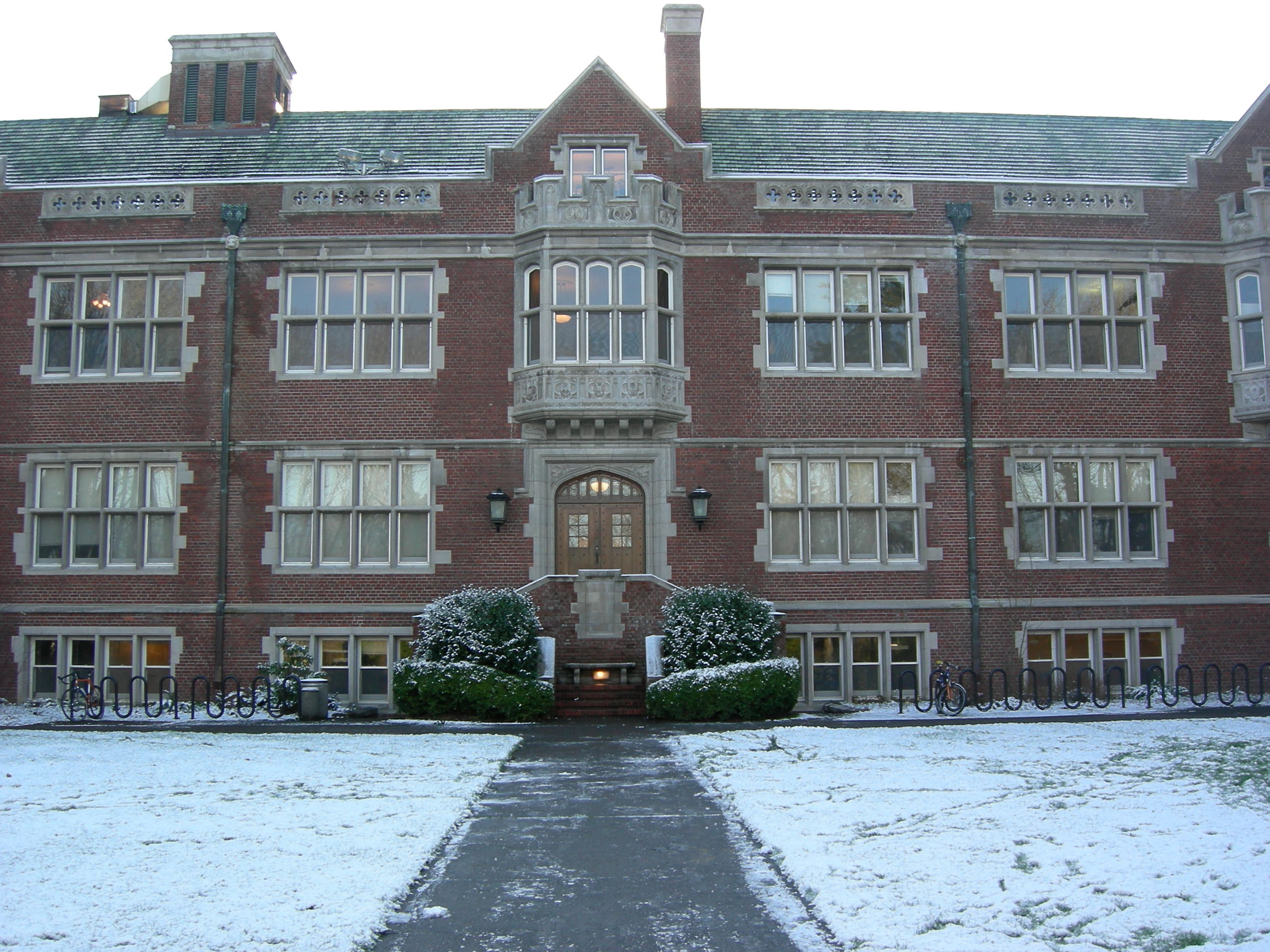
Elliot Hall, un jour de neige.

Le Reed College est une université d'arts libéraux américaine située à Portland, dans l'Oregon. Cet établissement privé très sélectif propose un cursus de quatre ans et a la réputation d'offrir de solides connaissances académiques à ses étudiants, dont une proportion importante pousse ensuite ses études jusqu'au doctorat.

## Histoire
Créée en 1908 sous le nom « Reed Institute » (qui est toujours sa raison sociale), l'école accueille ses premiers étudiants en 1911. Elle tire son nom de Simeon Gannett Reed, homme d'affaires et pionnier de l'Oregon, et de son épouse Amanda Reed, fondatrice de l'université. Par testament, Simeon Gannett Reed avait souhaité que sa veuve utilise sa fortune pour créer une institution apte à favoriser les Beaux-Arts dans l'Oregon. Contrairement à une rumeur très populaire à Portland, le nom du Reed College n'a donc aucun rapport avec le journaliste John Silas Reed : il s'agit plus d'une confusion, amplifiée par l'homonymie existante entre l'un des chefs du Parti communiste américain, William Z. Foster, et le premier directeur du Reed College, William T. Foster (en).
Le campus s'étend sur environ 47 hectares situés au sud-est de Portland. L'architecte local Albert E. Doyle s'est inspiré du plan du St John's College de l'Université d'Oxford. Certains bâtiments échappent à ce style gothique comme les bâtiments scientifiques, dessinés par Pietro Belluschi.

## Spécificités
Reed a la réputation d'être une institution particulièrement non conformiste. Les étudiants se voient imposer des cours d'humanités classiques (antiquité gréco-romaine, histoire du judaïsme, etc.), mais l'école propose un cursus scientifique de très haut niveau - c'est la seule école des États-Unis qui dispose, par exemple, d'un réacteur nucléaire destiné à la recherche. En dernière année, les étudiants réalisent un mémoire personnel. Le nombre d'étudiants est sciemment limité (un enseignant pour dix étudiants) et les professeurs interviennent souvent comme médiateurs de débats plutôt que sous forme de cours magistraux.

### Départements
- Arts : Histoire de l'art, arts plastiques, danse, musique et théâtre.
- Histoire et sciences sociales : Histoire, anthropologie, économie, sciences politiques, sociologie, études internationales.
- Littérature et langues : Langues mortes, chinois, anglais, français, allemand, russe, espagnol, littérature générale, écriture.
- Mathématiques et sciences naturelles : Mathématiques, biologie, chimie, physique.
- Philosophie, Religion, Psychologie et linguistique

## Conditions d'admission et population

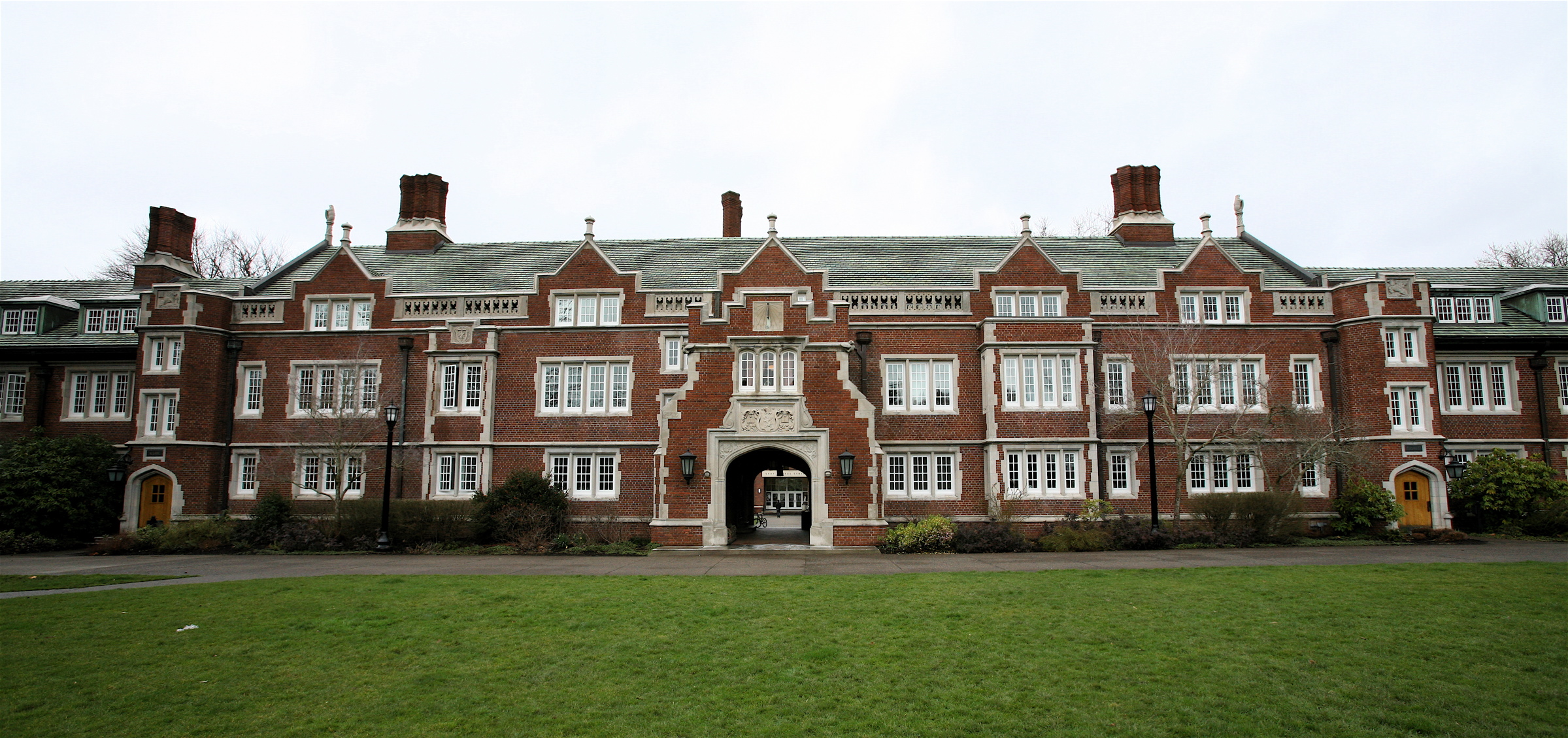
L'ancien dortoir

En 2006, les frais de scolarité du Reed College dépassent 30 000 dollars, auxquels il faut ajouter près de 10 000 dollars pour un logement sur le campus. Cela fait du Reed College une des écoles les plus chères du pays (la fourchette habituelle étant 15 000 à 25 000 dollars par an dans le privé et 10 000 à 20 000 dans le système public). Un peu plus de la moitié des étudiants reçoivent cependant une aide financière de la part de l'université, sous forme de bourses, de prêts ou encore d'emplois salariés. 55 % des étudiants sont des étudiantes.

## Folklore, ambiance et réputation

### Mascottes et devises

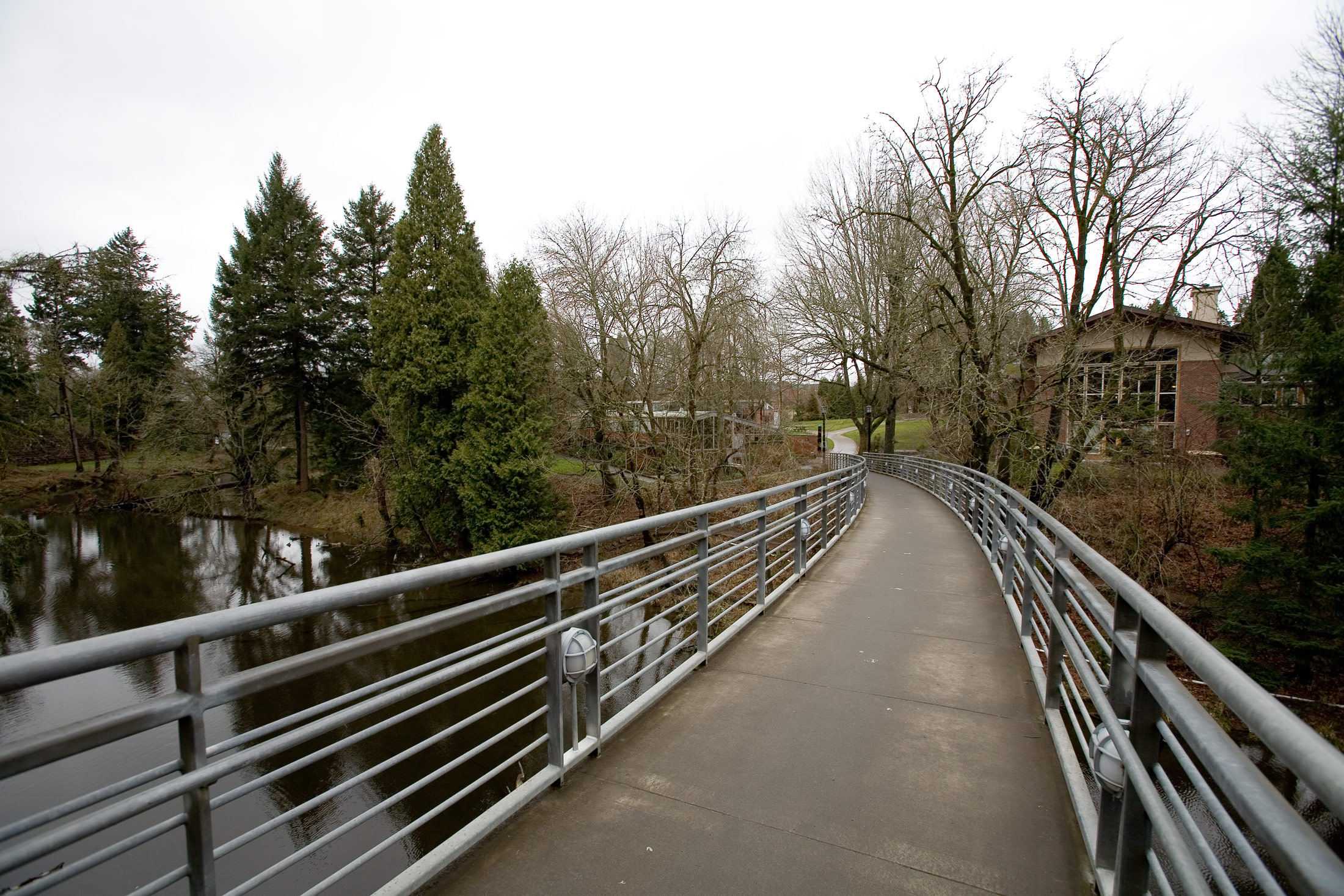
Le pont bleu

La mascotte officielle de l'université est le griffon, qui dans la mythologie tire le chariot du soleil et est le protecteur de la connaissance (qui chasse l'obscurité de l'ignorance). Une autre mascotte est le Doyle Owl, une statue de hibou en béton pesant 127 kilos, régulièrement volée et restituée depuis 1913. Un mémoire étudiant a même été rédigé au sujet des traditions orales qui entourent le Doyle Owl. On pense actuellement que la statue d'origine n'existe plus mais que de nombreuses copies sont en circulation.
Une devise non officielle du Reed College est « Communisme, athéisme, amour libre » (que l'on retrouve sur les t-shirts des étudiants), et l'école a la réputation d'être politiquement très à gauche et de mélanger un enseignement classique et conservateur à des pratiques ouvertes, une éducation libre et responsabilisante. Certains considèrent que l'orientation politique générale de l'école évolue vers une certaine modération et des étudiants ont proposé des devises alternatives telles que « Capitalisme, avarice et bière gratuite » ou « socialisme, agnosticisme et rapports protégés ».

### Usage de drogues
L'école a une importante réputation de circulation et de consommation de drogues à usage festif. Le département de psychologie de l'école a fait mener une étude qui tend à prouver que cette réputation est exagérée.

### Réputation académique

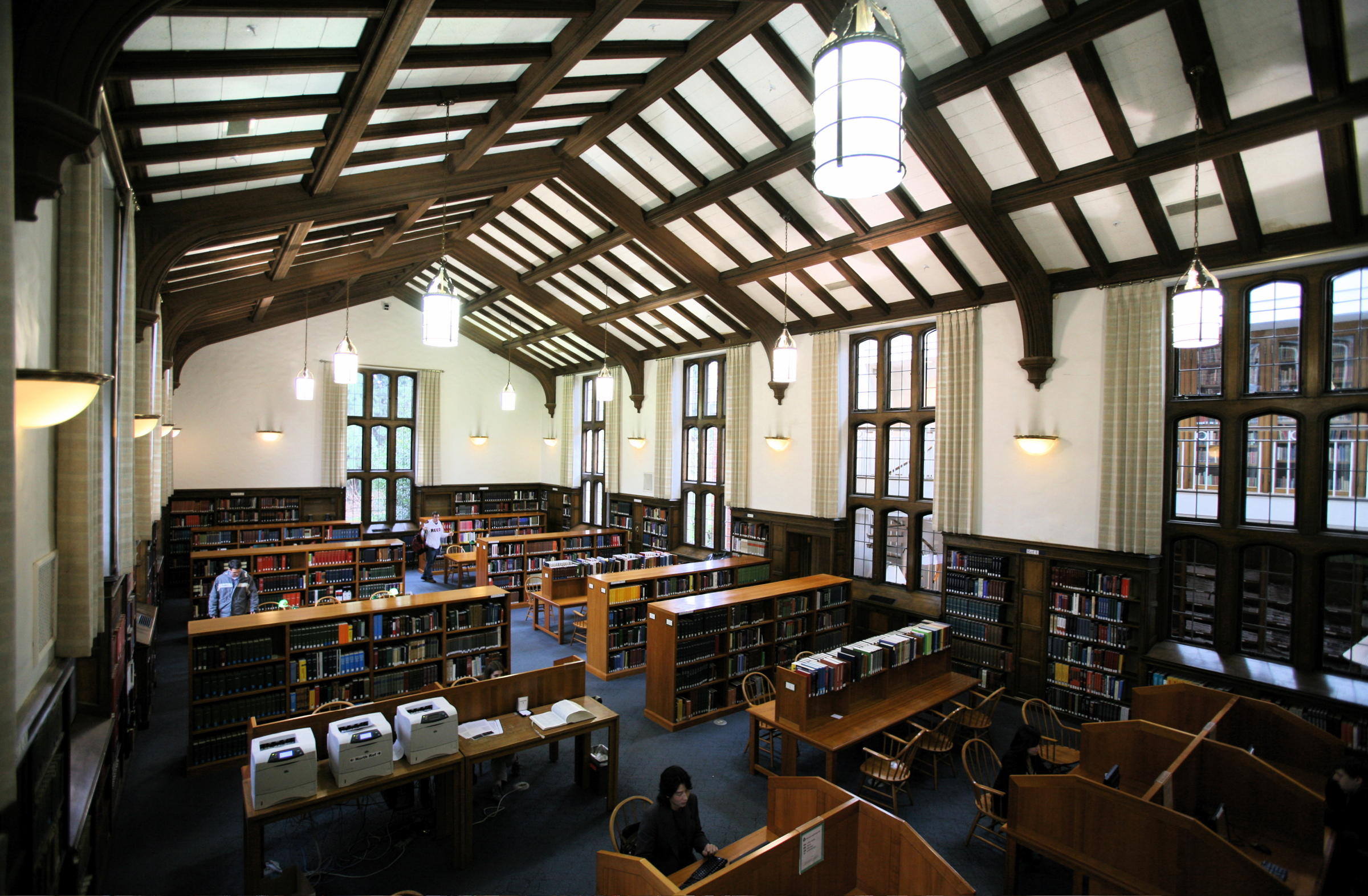
La salle de lecture d'une des bibliothèques

En août 2005, dans son classement de 361 meilleures universités, The Princeton Review classait le Reed College à la première place dans trois catégories : « Best Overall Academic Experience For Undergraduates », « Students never stop studying » et « Students Ignore God On A Regular Basis ». Loren Pope, spécialiste de l'éducation dans le The New York Times, a qualifié Reed de « Université la plus intellectuelle du pays ».

### Paideia
La semaine qui précède la rentrée du second semestre, les étudiants fêtent Paideia, un festival de l'apprentissage qui s'étend sur une semaine et pendant lequel ont lieu des cours et des séminaires organisés par qui le souhaite, étudiants, professeurs, employés ou professeurs invités. La plupart de ces cours sont fantaisistes mais certains constituent des expériences intéressantes et d'autres sont extrêmement sérieux. Le but de cette semaine est entre autres d'inverser les rôles habituels et d'encourager les étudiants à enseigner.

### Renn Fayre
Renn Fayre est une fête annuelle qui dure trois jours à la fin de l'année, avec un thème différent chaque année depuis les années 1960. La fête commence par une parade (« Thesis parade ») au cours de laquelle les étudiants en dernière année vont remettre leur mémoire de fin d'études. Au cours de cette fête, les étudiants se défoulent d'une année de pression scolaire.

## Anciens étudiants célèbres
- Don Berry - 1931 (écrivain)
- Ry Cooder – 1971 (compositeur et interprète)
- Mike Davis – (sociologue)
- Barbara Ehrenreich – 1963 (journaliste et écrivaine, auteure de Nickel and Dimed)
- David Eddings – 1954 (écrivain)
- Steve Jobs – 1976 (cofondateur de la société Apple)
- Peter Norton – 1965 (createur des Norton computing, racheté par Symantec)
- Keith Packard – 1986 (connu pour son travail sur le système X Window)
- Norman Packard – 1977 (théoricien du chaos)
- Emilio Pucci – 1937 (styliste)
- Howard Rheingold – 1968 (écrivain)
- James Russell – 1953 (inventeur du compact disc)
- Larry Sanger – 1991 (cofondateur de Wikipédia)
- John Sperling – 1948 (fondateur de l'Université de Phoenix)
- Gary Snyder – 1951 (poète)
- Howard Vollum - 1936 (fondateur de Tektronix et inventeur de l'oscilloscope)
- Philip Whalen – 1951 (poète)
- Lew Welch – 1950 (poète)